# نئاندرتال‌ها در فرهنگ عامه
نئاندرتال‌ها در فرهنگ عامه (انگلیسی: Neanderthals in popular culture)، نئاندرتال از اوایل قرن بیستم در فرهنگ مردمی به تصویر کشیده شده است. تصویرهای اولیه مفاهیم ضرب‌المثلی خام، کم ابرو را منتقل و تداوم بخشیدند غارنشین. از اواخر قرن بیستم، برخی تصاویر، بازسازی‌های دلسوزانه‌تری از سرده «انسان (سرده)» در عصر پارینه‌سنگی میانی را الگوبرداری کردند.
در اصطلاح رایج، مردم گاهی از کلمه «نئاندرتال» به عنوان توهین استفاده می‌کنند - برای این که نشان دهند فردی که چنین تعیین شده ترکیبی از کمبود هوش و تمایل به استفاده از نیروی بی رحم است. این اصطلاح همچنین ممکن است دلالت بر این داشته باشد که یک فرد قدیمی است یا به ایده‌های منسوخ وابسته است، دقیقاً مانند اصطلاحات "دایناسور" یا "یاهو".
تعدادی تصویر ادبی دلسوزانه از نئاندرتال‌ها وجود دارد، مانند رمان ۱۹۵۵ وارثان (رمان طلایی) ویلیام گلدینگ، آیزاک آسیموف در ۱۹۵۸ داستان کوتاه «پسرک زشت»، یا درمان جدی تر توسط دیرینه‌شناس فنلاندی بیورن کورتن (در چندین اثر از جمله "رقص ببر (۱۹۷۸)) - آثار غیرداستانی روان‌شناس بریتانیایی استن گوچ را در مورد نظریه منشأ ترکیبی انسان‌ها مقایسه کنید.

## منشأ

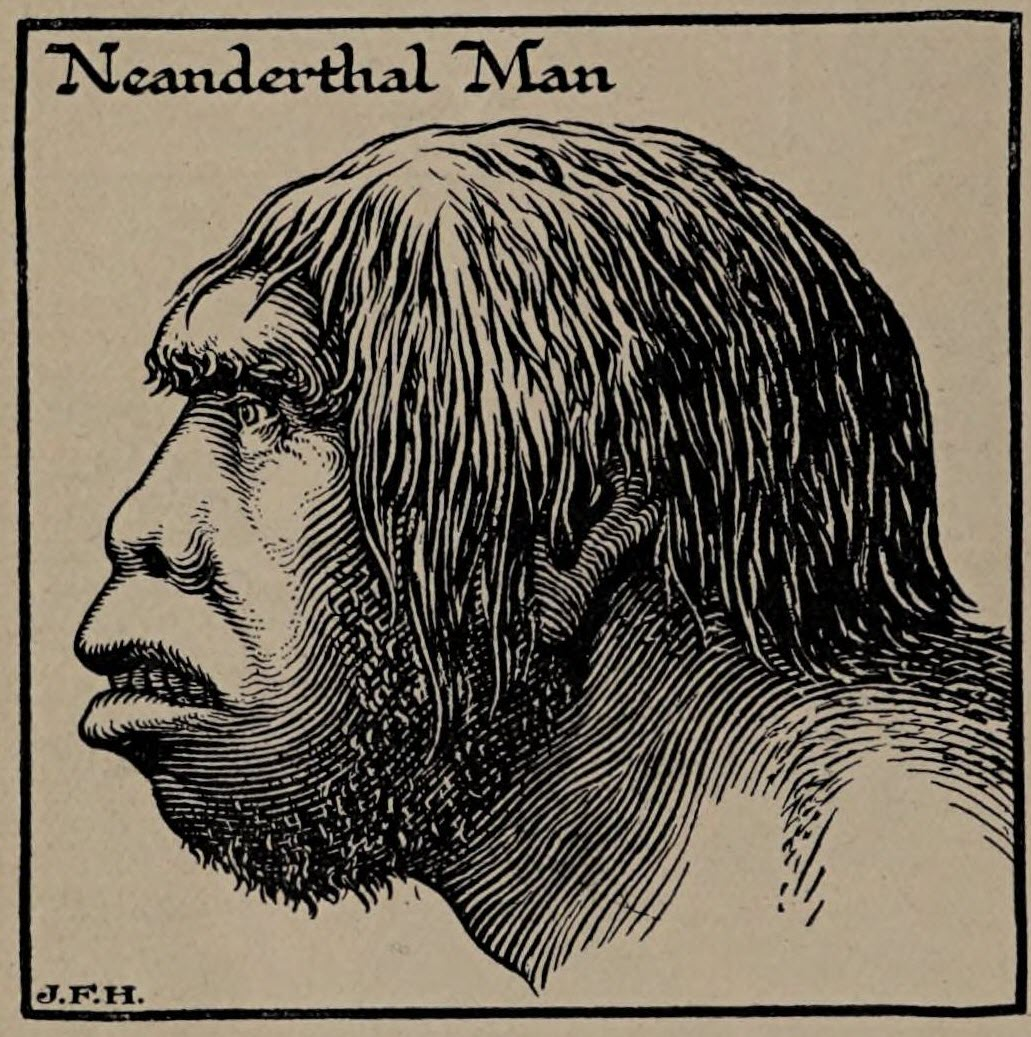
تصویر یک مرد نئاندرتال توسط جی اف هورابین، ۱۹۲۳

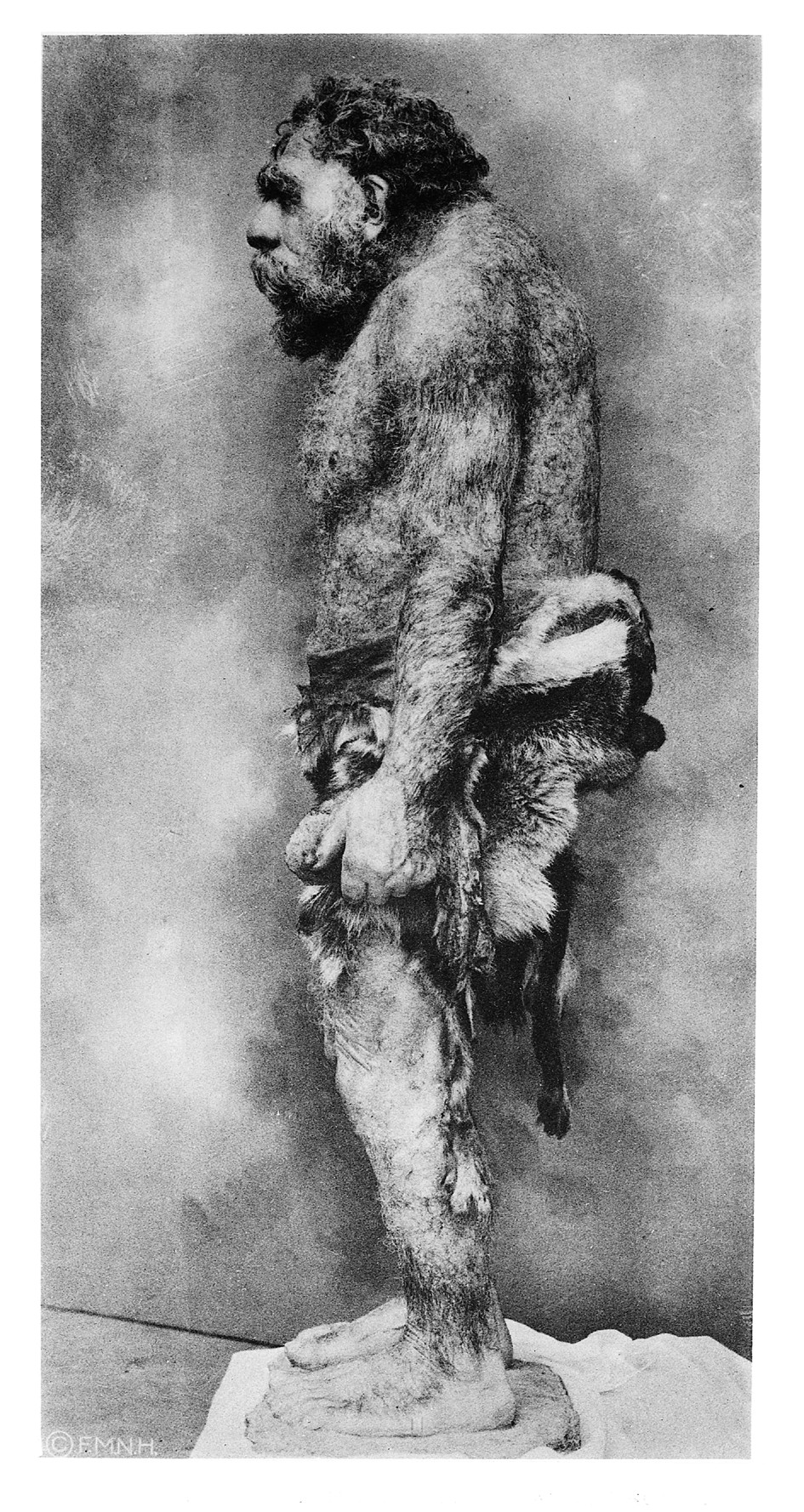
بازیابی زندگی یک نئاندرتال مودار در یک موزه آمریکایی در دهه ۱۹۳۰.

برداشت معاصر از نئاندرتال‌ها و تصویر کلیشه ای آنها در اروپای قرن نوزدهم ریشه دارد. طبیعت‌شناسان و انسان‌شناسان با تعداد فزاینده‌ای از استخوان‌های فسیل‌شده مواجه شدند که با هیچ‌یک از آرایه (زیست‌شناسی) مطابقت نداشتند. کارل لینه' سامانه طبیعت (کتاب) در سال ۱۷۵۸، که در آن «انسان» را به عنوان گونه ای بدون تشخیص و توصیف معرفی کرد، دایرةالمعارف معتبر آن زمان بود. تصور انقراض گونه‌ها، که می‌توانست با پارادایم یک جهان تغییرناپذیر و گونه‌های تغییرناپذیر آن، که همه محصولات خطاناپذیر یک خدای خالق واحد و عمدی هستند، در تضاد باشد، در آن زمان ناشناخته بود. اکثر محققان به سادگی فسیل‌های اولیه نئاندرتال را نمایندگان «نژادهای» اولیه انسان مدرن اعلام کردند. توماس هنری هاکسلی، حامی آینده چارلز داروین فرگشت، در فسیل انگیس ۲ «مردی با درجه پایین تمدن» دید. او نئاندرتال ۱ را در محدوده تنوع انسان‌های مدرن تفسیر کرد.
رودلف ویرشو که بر علوم زیستی آلمان در اواسط قرن ۱۹ تسلط داشت، استخوان‌ها را به عنوان یک "پدیده فردی قابل توجه" و "تغییر شکل فردی قابل قبول" توصیف کرد. این بیانیه منجر به این تصور برای سال‌های متمادی در کشورهای آلمانی‌زبان که ویژگی‌های نئاندرتال‌ها صرفاً نوعی تغییر اسکلت آسیب‌شناختی انسان‌های مدرن آینده است.
آگوست فرانتس یوزف کارل مایر، یکی از همکاران ویرچو، بر بیماری، درد طولانی مدت و مبارزه در مقایسه با ویژگی‌های انسان مدرن تأکید کرد.
او تغییرات راچیتی نئاندرتال در رشد استخوان را تأیید کرد[...]. مایر در میان چیزهای دیگر استدلال کرد که استخوان‌های ران و لگن انسان نئاندرتال مانند کسی است که تمام عمر خود را بر روی اسب گذرانده است. سمت راست شکسته شده است. بازوی فرد فقط به شدت بهبود یافته بود و خطوط نگرانی دائمی ناشی از درد دلیل برجستگی‌های برجسته ابرو بود گمان می‌رود که یک روسی سواره مردم کازاک که در سال ۱۸۱۳/۱۴ در جریان ناآرامی‌های جنگ‌های آزادیبخش از ناپلئون بناپارت در منطقه پرسه می‌زد.
آرتور کیت از بریتانیا و مارسلن بول از فرانسه، هر دو از اعضای ارشد مؤسسات دیرینه‌شناسی ملی مربوط خود و از برجسته‌ترین دیرینه‌انتروپولوژیست‌های اوایل قرن بیستم بودند. هر دو مرد استدلال کردند که این نئاندرتال «ابتدایی» نمی‌تواند جد مستقیم انسان مدرن باشد. در نتیجه، کپی موزه از فسیل تقریباً کامل نئاندرتال لا-شاپل-او-سن به‌طور نادرست در حالتی کج‌نمایی اغراق‌آمیز با ستون فقرات تغییر شکل یافته و به شدت خمیده و پاهای خمیده نصب شد. بول اولین تصویرسازی از نئاندرتال را سفارش داد که در آن او به عنوان یک چهره مودار گوریل مانند با انگشتان پا مخالف شناخته شد، بر اساس اسکلتی که قبلاً به دلیل آرتروز منحرف شده بود.

## فیلم و تلویزیون
| عنوان                                           | کارگردان                       | قالب                       | توضیح |
| ----------------------------------------------- | ------------------------------ | -------------------------- | --- |
| مرد نئاندرتال (فیلم)                            | ایوالد آندره دوپونت            | فیلم ۱۹۵۳                  | پروفسور گرووز خود را به یک مرد نئاندرتال تبدیل می‌کند. |
| لونی تونز: دیوانه به عنوان خرگوش مریخ           | چاک جونز                       | قسمت کارتونی ۱۹۶۳          | باگز بانی پس از اصابت اشعه ای از تفنگ پروژکتور زمان توسط ماروین مریخی به "خرگوش نئاندرتال" تبدیل می‌شود. |
| کورگ: ۷۰۰۰۰ سال پیش از میلاد                    | اروینگ جی. مور و کریستین نایبی | مجموعه تلویزیونی ۱۹۸۴–۱۹۸۵ | دارای خانواده ای از نئاندرتال ها در عصر یخبندان است. |
| غارنشین (فیلم ۱۹۸۱)                             | کارل گوتلیب                    | فیلم ۱۹۸۱                  | رینگو استار نقش یک غارنشین نئاندرتال را در سال "یک میلیون سال قبل از میلاد" بازی می‌کند. او و دیگر شخصیت‌ها به «زبان غارنشینی» صحبت می‌کنند و با دایناسورها روبرو می‌شوند، آشپزی را اختراع می‌کنند و راه رفتن را یادمی‌گیرند. |
| جستجو برای آتش (فیلم)                           | ژان-ژاک آنو                    | فیلم ۱۹۸۱                  | نئاندرتال‌ها و کرومگنون در تلاش برای حمل کشتی حاوی آتش به قبیله نئاندرتال‌ها هستند. |
| مرد یخی (فیلم ۱۹۸۴)                             | فرد شپیسی                      | فیلم ۱۹۸۴                  | از فیلمنامه ای نوشته جان دریمر، نئاندرتال یخ زده‌ای را به تصویر می‌کشد که دوباره در دهه ۱۹۸۰ در یک ایستگاه تحقیقاتی قطب شمال زنده می‌شود. |
| قبیله خرس غار (فیلم)                            | مایکل چپمن                     | فیلم ۱۹۸۶                  | رمانی نوشته ژان ام اوئل دربارهٔ دوران ماقبل تاریخ. این اولین کتاب از مجموعه کتاب‌های کودکان زمین است. |
| Ghost Light                                     | آلن وارینگ                     | سریال تلویزیونی            | یک سریال سه قسمتی محصول ۱۹۸۹ در مجموعه تلویزیونی "دکتر هو"، یک نئاندرتال به نام "نمرود" (کارل فورجیون) ساقی یک خانوار دوره ویکتوریا |
| کرو                                             |                                | سریال تلویزیونی            | سریال انیمیشنی کوتاه مدت حول محور فرزندخواندگی یک کودک کرومانیونی توسط قبیله ای از نئاندرتال‌ها. |
| شب در موزه                                      | شاون لوی                       | فیلم ۲۰۰۶                  | چهار نئاندرتال در موزه تاریخ طبیعی آمریکا به نمایش گذاشته شدند. لوح مصر باستانایان، لوح اخمره، باعث می‌شود هر چیزی که در موزه به نمایش گذاشته می‌شود، در شب زنده شود. نئاندرتال‌ها پس از نشان دادن آتش توسط نگهبان شب، لری دیلی، به آتش علاقه نشان دادند. |
| ماجراهای واقعی جانی کوئست                       | شری گونتر                      | سریال تلویزیونی            | یتیهای اسطوره ای جمعیتی از نئاندرتال‌ها هستند. |
| دایناسورها                                      | برایان هنسون                   | سریال تلویزیونی            | «مردان غارنشین» عمومی در چندین قسمت به ویژه قسمت‌های فصل ۳ قسمت‌های «کشف» و «چارلین و انسان‌های شگفت‌انگیزش» ظاهر شده‌اند. |
| شما نمی‌توانید این کار را در تلویزیون انجام دهید | جفری داربی                     | برنامه تلویزیونی           | خانواده‌ای شبیه نئاندرتال‌ها طرحی مکرر در برنامه کودکان بود. با توجه به موضوع آن قسمت خاص، این طرح اغلب مسائل مدرن را با والدینی خشن و مغرور خارج از یک محیط غارهای ماقبل تاریخ تقلید می‌کرد. |
| غارنشینان GEICO                                 | جو لاوسون                      | تبلیغات                    | نماد بازرگانی شخصیت‌های یک سری تبلیغات تلویزیونی برای شرکت بیمه خودرو که از سال ۲۰۰۴ تاکنون پخش شده‌اند، با حضور غارنشینان نئاندرتال در فضایی مدرن. |
| غارنشینان                                       | کریس سندرز کرک دمیکو           | انیمیشن ۲۰۱۳               | خانواده عنوان‌دار را به همراه پسری انسان کرومانیون که در آتش و دیگر «فناوری‌هایی» که قبلاً با آن‌ها برخورد نکرده بودند، به سفری می‌روند تا خانه‌ای جدید پیدا کنند، نشان می‌دهد. |
| راه رفتن با جانوران                             | تیم هینز                       | مستند                      | یکی توسط یک کرگدن پشمالو متهم می‌شود، اما تا حدودی به دلیل بدنه تنومندش فرار می‌کند. نقطه اوج این اپیزود زمانی است که قبیله نئاندرتال‌ها به گله ماموت در حالی که به سمت شمال برمی گردند، حمله می‌کنند. |
| آئو: آخرین شکارچی Ao, le dernier Néandertal     | ژاک مالاتره                    | فیلم ماقبل تاریخ           | آئو قهرمان یک فیلم ماقبل تاریخ فرانسه محصول ۲۰۱۰ است. |
| مینیونها                                        | پییر کافین کایل بالدا          | فیلم انیمیشن ۲۰۱۵          | یک نئاندرتال یکی از رئیس‌های مینیون (شخصیت) است. |
| نمایش آرمسترانگ و میلر                          | بی‌بی‌سی                         | نمایش اسکیس کمدی           | طرح‌های مختلفی که نئاندرتال‌ها با موقعیت‌های امروزی مانند ازدواج، قرار ملاقات، نام‌گذاری نوزاد و مصاحبه‌های شغلی سر و کار دارند. در یک طرح آنها شراب را کشف می‌کنند. با وجود جنگلی بودن مکان و در نتیجه نامناسب بودن مکان برای چنین موجوداتی، اغلب سعی در شکار ماموت دارند. |
| ویلیام                                          | روی ادوارد دیزنی               | فیلم ۲۰۱۹                  | در سال ۲۰۱۹، یک نئاندرتال با استفاده از انتقال هسته ای سلول سوماتیک توسط دو دانشمند شبیه‌سازی شد. مراحل مختلفی از زندگی او تا سن ۱۸ سالگی به تصویر کشیده شده است. توانایی‌های شناختی و تفاوت‌های او مورد مطالعه قرار می‌گیرد و به دلیل تفاوت‌های او با جامعه «هوموساپینس» تضادهای زیادی به وجود می‌آید. |
| اولیه (مجموعه تلویزیونی)                        | گندی تارتاکوفسکی               | ۲۰۱۹ ادالت سویم سریال      | شخصیت اصلی که یک غارنشین نئاندرتال به نام اسپیر است، داستان خود را به طرز غم‌انگیزی زمانی آغاز می‌کند که جفت و دو فرزندش توسط گروهی از تیرانوسوروئیدها مورد حمله قرار می‌گیرند و می‌بلعند که ویژگی‌های آلیوراموس و سراتوزاروس را نیز تداعی می‌کنند. اگرچه اسپیر بر میل اولیه خود برای خودکشی غلبه می‌کند، اما هنوز در حال یادگیری است که با این از دست دادن کنار بیاید. در نهایت، او با نیش، یک تیرانوزاروس ماده که نوزادان خود را با همان دسته از دست داده است، پیوند عمیقی برقرار می‌کند و حاضر است برای محافظت از او هر گونه فداکاری شخصی انجام دهد. |
| خارج از تاریکی (فیلم ۲۰۲۲)                      | اندرو کامینگ                   | فیلم ۲۰۲۲                  | داستان فیلم در دوران پارینه سنگی و به دنبال گروهی از انسان‌ها می‌گذرد که از قبیله خود جدا می‌شوند تا در ساحلی ناشناخته زنده بمانند. آنها در شب توسط موجودات تحت تعقیب و کمین قرار می‌گیرند. بعداً مشخص شد که «موجودات» یک جفت نئاندرتال همدل هستند که به ورود آنها واکنش نشان می‌دهند. |